# Запізнілий цвіт валінурії
«Запізнілий цвіт валінурії» — науково-фантастичний роман українських радянських письменників Анатолія Григоренка й Олега Кузьменка. Уперше в скороченому вигляді розпочав друкуватися в 1970 році в журналі «Знання та праця». Роман вже був підготовлений до друку та включений до плану одного з видавництв на наступний рік, проте тогочасна цензура заборонила друк книги, тому наступна публікація роману відбулась уже в період перебудови, в 1989 році в журналі «Дніпро», а повністю роман вийшов окремим виданням у 1990 році у видавництві «Молодь» тиражем у 30 тисяч примірників.
У романі розповідається про те, як за допомогою анабіозу людина з кінця ХХ століття потрапила у кінець XXV століття, проте не зуміла сприйняти моральні принципи майбутнього, що закінчується трагедією. На думку деяких літературознавців, «Запізнілий цвіт валінурії» є першим українським антиутопічним романом.

## Особливості книги
Самі автори визначають сюжет роману як «меморабілію», тобто переказ із пам'яті подій самими героями книги, в якому можуть бути різночитання подій або різний опис події її свідками. У самій назві роману автори також заклали загадковість, схожу на навмисну помилку — адже в його назві присутня назва роду водяних рослин валінурія, якого не існує в природі, натомість описані ознаки має рід водяних рослин валіснерія, названий за іменем італійського лікаря та біолога Антоніо Валліснері. Дія роману відбувається як у кінці ХХ століття, так і у XXV столітті, причому частина героїв діють у ХХ столітті (включно з двома авторами роману, які діють тут під видозміненими іменами Антон Гаркун і Олесь Козир), а частина у XXV столітті, хоча між цими героями відчувається нерозривний зв'язок, який розкривається у кінці роману.

## Сюжет роману
Молодий футуролог 90-х років ХХ століття Станіслав Однорічко разом із своїм науковим керівником Павлом Максимовичем Шатровим та секретаркою відділу, студенткою-заочницею Ніною (яку часто називають Офелією) починають ретельно вивчати новий науково-фантастичний роман «Запізнілий цвіт валінурії». Вони підозрюють, що автори роману Антон Гаркун і Олесь Козир є безпосередніми свідками та учасниками подій роману. Станіслав із Ніною спочатку знайомляться із Антоном Гаркуном, який раніше працював у відділі анабіозу, а зараз є пенсіонером та шахістом-аматором. Той радить молодим людям поговорити також із своїм співавтором Олесем Козирем, який працює учителем фізкультури в школі одного із південних курортних міст.
Одночасно в романі описуються події у далекому майбутньому, в XXV столітті. Археолог Дельф Ряст знаходить під колишнім районом великого міста, затопленим унаслідок прориву греблі водосховища після землетрусу, установку для анабіозу, в якій містяться троє людей. Археологи встановили, що в анабіозній установці перебували люди, які на момент введення їх у стан анабіозу були невиліковно хворі різними формами раку. Після наради за участю провідних учених було вирішено оживити наймолодшого із трьох людей, оскільки в представників суспільства майбутнього виникли небезпідставні побоювання, що людина з минулого не в змозі буде повністю осягнути рівень технології, а також моральні принципи суспільства майбутнього. Серед цих трьох опинився молодший науковий співробітник Євген Терен, у якого діагностовано рак печінки. Євгена Терена розморожують, та проводять йому успішну операцію. Після операції він деякий час перебуває у стані медикаментозного сну, під час якого науковці та лікарі майбутнього записують його думки та сновидіння з метою якнайкращого вивчення особливостей його характеру та потреб, а також взаємин людей у минулому та особливостей суспільства ХХ століття.
Під час вивчення особистості Євгена науковці XXV століття виявляють, що в минулому в нього залишилась жінка, яка очікувала від нього дитину, проте з якою він так офіційно і не одружився. Окрім цього, він також мав коханку, від якої очікував сприяння в своїй науковій кар'єрі. Також за допомогою вивчення його психіки встановлено, що він вважав свою майбутню кандидатську дисертацію абсолютно непотрібною для розвитку науки, а лише сходинкою для особистої наукової кар'єри, що дозволяє мати прибутковішу роботу та користуватися більшою повагою у суспільстві. Свого наукового керівника він абсолютно не поважав, вважаючи його нікчемним науковцем, хоча й на людях усіляко вислужується перед ним.
Після виходу зі стану медикаментозного сну Євген Терен поступово одужує, і для кращого вивчення його особистості до нього приставлять двох молодих лікарів-психіатрів Ілону і Вілену. Терен поступово одужує, та дізнається багато нового про сучасний тепер йому світ, а також про події, які відбулись під час його анабіозу. Він довідується, що в минулому в нього народився син, що значна частина міста, в якому він жив, зруйнована повінню після прориву греблі електростанції унаслідок землетрусу, а також усвідомлює свою причетність до цієї трагедії, адже він сам брав участь у спорудженні цієї греблі; окрім того вона будувалась зі значною економією будівельних матеріалів, тому не мала належної міцності та не зуміла витримати серйозний землетрус. Євген Терен розкриває також, що в майбутньому кожен вибирає собі фах за уподобанням, а не за положенням професії у суспільстві, що важка фізична праця і хатня робота повністю механізовані, велика увага надається налагодженню взаємин між людьми в суспільстві, їхньому фізичному та моральному здоров'ю, а для сигналізації порушень психічного здоров'я людини у населених пунктах встановлені психорадари, які вловлюють найменші порушення психічного стану в людей, та сигналізують про необхідність їх корекції. Проте Євген Терен не може знайти місце в такому суспільстві, оскільки відчуває, що в нього немає ні необхідних знань для вибору якоїсь професії, ні відповідних моральних принципів. У приступі потьмарення свідомості він пошкоджує один із психорадарів, при цьому гине стороння людина, а пізніше пошкоджує дві інших анабіозні камери, щоби ще двох людей з минулого не зуміли оживити, після чого закінчує життя самогубством.
У ХХ столітті Станіслав Однорічко з Ніною тим часом зустрічаються ще раз із Антоном Гаркуном, а пізніше їдуть на зустріч із Олесем Козирем. Вони дізнаються, що люди з майбутнього спеціально відвідували обох авторів роману, та переносили їх у майбутнє, оскільки вони на той час працювали в дослідницькому центрі анабіозу, щоб вони побачили наслідки своїх досліджень. Після цього обоє дослідників покинули своє місце роботи, та вирішили написати роман про пережиті події та свої враження від перебування у майбутньому. Причому ім'я головного героя роману вони навмисно змінили, щоб не викликати нарікань з боку жінки, яка народила дитину від Євгена, та також вирішили допомагати цій жінці та дитині.
Наприкінці роману виявляється, що Станіслав Однорічко є сином героя роману, названим за іменем батька, якого також насправді звали Станіславом Однорічком. Закінчується роман одночасно картиною приготування до весілля Станіслава Однорічка-молодшого з Ніною, та картиною землетрусу, описаного людьми майбутнього, в якому гине науковий керівник молодих людей Павло Максимович Шатров.